# Sathuvachari
Sathuvachari is a town no distrito de Vellore, no estado indiano de Tamil Nadu.

## Demografia
Segundo o censo de 2001,  Sathuvachari  tinha uma população de 45,439 habitantes. Os indivíduos do sexo masculino constituem 50% da população e os do sexo feminino 50%. Sathuvachari tem uma taxa de literacia de 79%, superior à média nacional de 59.5%: a literacia no sexo masculino é de 84% e no sexo feminino é de 75%. Em Sathuvachari, 10% da população está abaixo dos 6 anos de idade.